# Демократическое движение за перемены
Демократическое движение за перемены (ДАШ) (ивр. התנועה הדמוקרטית לשינוי, ד"ש‎) — центристское политическое движение в Израиле, существовавшее с 1976 по 1978 год. Было представлено в кнессете IX созыва 15-ю депутатами. В 1978 году распалось на Демократическое движение и Движение за перемены и инициативу.

## Образование движения
После войны Судного дня доверие израильских граждан к руководству страны и к командованию Армии обороны Израиля упало. Среди политических движений, возникших начиная с 1974 года в Израиле с требованиями реформы политической системы, большей прозрачности решений, принимаемых руководством, и большей экономической открытости, были движение «Шинуй», во главе которого стоял профессор-юрист Амнон Рубинштейн, и Демократическое движение, возглавляемое профессором-археологом, бывшим начальником Генерального штаба Игаэлем Ядином. Если центральную роль в «Шинуе» играли молодые университетские интеллектуалы, то группа Ядина включала целый ряд бывших военачальников и деятелей спецслужб, включая ещё одного бывшего начальника Генштаба, Хаима Ласкова, бывшего командующего ВВС Израиля Дана Толковского, бывшего командира бригады «Гивати» и заместителя начальника оперативного отдела Генштаба, а впоследствии учёного-физика Юваля Неэмана и отставного генерала Меира Зореа, инициатора создания этой группы. В преддверии выборов в кнессет 9-го созыва эти два движения вступили в союз с целью продвижения своих идей через парламент. 22 ноября 1976 года было объявлено о создании Демократического движения за перемены во главе с Игаэлем Ядином. В правление новой партии вошли по пять представителей от «Шинуя» и от Демократического движения. Через короткое время к новой организации примкнули также «Сионистские пантеры» (осколок протестного движения восточных евреев в Израиле «Чёрные пантеры») и движение Шмуэля Тамира «Свободный центр» (ивр. המרכז החופשי‎). В качестве привлекательной фигуры для восточных евреев в партию был приглашён выходец из Ирака Шломо Элиягу, владелец одноимённой страховой компании. За неделю до выборов в кнессет к партии присоединился Аарон Ярив, бывший разведчик и военачальник, а впоследствии министр информации в уходящем правительстве Ицхака Рабина, порвавший к тому моменту с блоком «Маарах».

## Идеология
Демократическое движение за перемены декларировало в качестве своих целей изменение избирательной системы в Израиле и принятие конституции. Партия и лично Ядин настаивали на замене выборов по партийным спискам мажоритарными выборами по избирательным округам (в начальном проекте предполагалось создание двадцати таких округов, позже в рамках коалиционных переговоров их число в рамках компромисса с Национально-религиозной партией было сокращено до шести). Таким образом предполагалось достигнуть демократизации в том числе и внутри партий.
В экономической сфере ДАШ настаивал на полном запрете забастовок в жизненно важных сферах деятельности, при этом Ядин не исключал возможности участия армии для прекращения таких забастовок. Предлагалось создание общего министерства экономики, которое будет регулировать работу всех остальных ведомств, занимающихся экономическими вопросами (это было также частью ещё одного пункта предвыборной программы, заключавшегося в необходимости сократить число министерских постов в правительстве). Лидеры Демократического движения за перемены были также намерены участвовать в реформе системы социального обеспечения.
ДАШ провозглашал стремление добиваться свободы совести в русле принципов Декларации независимости Израиля и разделения религии и политики. По вопросам безопасности среди членов партии и в её руководстве не было единства. Если бывший активист «ЭЦЕЛа» и один из основателей «Херута» Шмуэль Тамир и Меир Зореа были сторонниками идеи единого и неделимого Израиля, то Ядин демонстрировал готовность к территориальному компромиссу, а среди лозунгов «Шинуя» была заинтересованность в диалоге с любыми легитимными представителями палестинцев, готовыми признать Израиль и отказаться от террора.

## Кнессет IX созыва

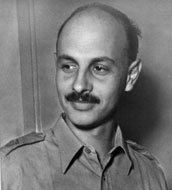
Игаэль Ядин

В марте 1977 года Демократическое движение за перемены провело внутренние партийные выборы. Каждый избиратель составлял список кандидатов в порядке предпочтений, а затем по сумме голосов определялись места в партийном списке. Для разных мест в списке были установлены разные коэффициенты, снижавшиеся по мере удаления от первого номера, который мог получить кандидат, которого поставили на первое место в своих личных списках более 50 % избирателей. Для участия во внутренних выборах не требовался никакой минимальный стаж ввиду слишком короткого периода существования партии, и единственным условием была уплата членских взносов за три месяца вперёд на общую сумму 15 лир. Это привело к фиктивному присоединению к движению крупных интересантских групп, чьей целью было продвижение на высокие места в списке своих кандидатов. Сложная ступенчатая система выборов привела к тому, что на реальные места в общепартийном списке попали кандидаты, за которых проголосовало меньшее количество избирателей, но которые стояли в их списках на более высоких местах.
Выборы в кнессет IX созыва прошли 17 мая 1977 года. Главным их результатом стала победа партии «Ликуд», впервые сменившей МАПАЙ и её преемников в качестве силы, формирующей правящую коалицию. Второй же сенсацией выборов стал успех недавно созданного Демократического движения за перемены. Партия, во главе предвыборного списка которой стоял Игаэль Ядин, получила на выборах 15 мандатов. Среди парламентариев от ДАШ, помимо Ядина и Рубинштейна, были Меир Зореа, Шмуэль Тамир, бывший шеф израильских спецслужб Меир Амит, бывший судья Верховного суда Биньямин Халеви, один из лидеров израильской промышленности Стеф Вертхаймер и целый ряд молодых юристов — членов группы Рубинштейна. В составе фракции в кнессете были один израильский араб и один друз.
В начале новой каденции кнессета лидер «Ликуда» Менахем Бегин сформировал узкое правительство, опирающееся на поддержку 61 депутата от правых и религиозных партий. Однако уже в июне 1977 года партия ДАШ была приглашена в коалицию. Бегин предложил Ядину четыре министерских поста для членов ДАШ. Несмотря на возражения шести из 15 членов фракции, делегация ДАШ вступила в переговоры с «Ликудом» и Национально-религиозной партией. Первый этап переговоров закончился в сентябре неудачей. Однако вскоре США и СССР объявили о намерении собрать международную конференцию, которая заставит Израиль отступить с завоёванных в 1967 году территорий. Под лозунгом единства народа в условиях кризиса коалиционные переговоры с участием ДАШ были возобновлены, и 24 октября было подписано коалиционное соглашение между «Ликудом», Национально-религиозной партией, ДАШ и «Агудат Исраэль». Ядин получил пост заместителя главы правительства, главный сторонник союза с «Ликудом» Шмуэль Тамир стал министром юстиции, Меир Амит — министром транспорта и связи, а Исраэль Кац — министром социального обеспечения. ДАШ получал право назначать председателей трёх парламентских комиссий, включая контрольную комиссию кнессета. Требования ДАШ по реформе избирательной системы не были удовлетворены из-за сопротивления религиозных партий, выполнение требований о передаче отдела расследований из министерства полиции в министерство юстиции и создании министерской комиссии по вопросам Иерусалима было обставлено заведомо невыолнимыми условиями.
Фактически способность ДАШ влиять на политику правительства оставалась крайне ограниченной из-за постоянных внутренних разногласий и неспособности Ядина навязать волю партии премьер-министру. Трения между сторонниками и противниками нахождения в коалиции привели к расколу и уходу больших групп членов партии. Так, в январе 1978 года сообщалось, что в партии оставалось всего 4000 членов, а позже, на выборах в Центральный комитет ДАШ в июне того же года, проголосовали всего около 6000 человек. Политическая инициатива партии была парализована: за время работы фракции в кнессете её членами не было подано ни одного законопроекта. Более того, когда представителем другой партии был выдвинут законопроект о реформе избирательной системы, почти дословно совпадавший с идеями, провозглашавшимися ДАШ накануне выборов, фракция отказалась его поддержать, а Ядин лично выступил с речью против законопроекта.
В январе 1978 года была предпринята попытка оздоровить атмосферу в партии и в течение нескольких месяцев велась работа над выработкой устраивающей всех лидеров партии программы. Но идеологические разногласия оказались слишком сильны, и часть членов фракции покинула её в летние месяцы. 23 августа фракция распалась официально (были сформированы фракции Демократического движения и Движения за перемены и инициативу, а также одномандатная фракция «Яад»), а весной 1981 года было сообщено о роспуске партии ДАШ.